# Piszczel (broń)

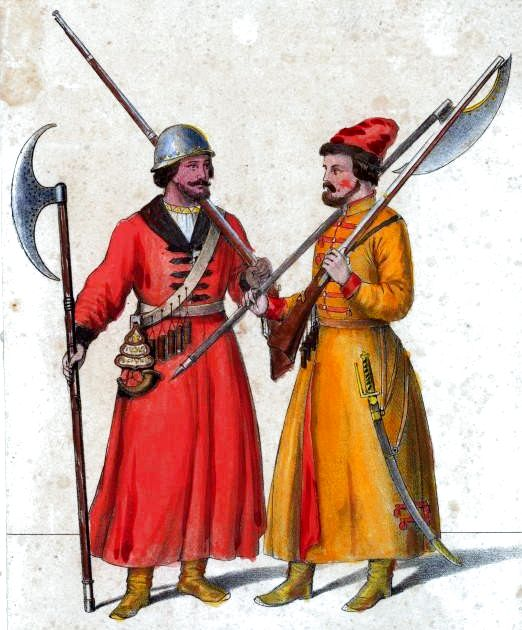
Strzelcy moskiewscy uzbrojeni w berdysze i piszczele

Piszczel, piszczal (ros. пищаль) – długa gładkolufowa broń palna, o prostej formie i konstrukcji, której używała polska i rosyjska piechota w XVI w., a kozacka do wieku XVIII. Nazwa polska wywodzi się od czeskiego wyrazu pistala (rura). W Rosji natomiast nazwą piszczal określano każdą broń palną.